# La grande sparata
La grande sparata (The Strong Man), distribuito nella versione in italiano anche come L'atleta innamorato e L'uomo più forte del mondo, è un film muto del 1926 diretto da Frank Capra e interpretato da Harry Langdon.
Nel 2007 è stato scelto per essere conservato nel National Film Registry della Biblioteca del Congresso degli Stati Uniti.

## Trama
Paul Bergot, soldato combattente in Belgio, e Mary Brown, americana, hanno una fitta corrispondenza epistolare durante la prima guerra mondiale, e finiscono con l’innamorarsi a distanza. 
Tornata la pace, Paul emigra e sbarca a New York col suo datore di lavoro, Zandow il Grande, artista circense pubblicizzato come “l’uomo più forte del mondo”, nonché uomo cannone, e si mette alla ricerca di Mary, della quale non aveva più avuto notizie, armato solo di una sgualcita foto di lei.
Dopo aver aleatoriamente interrogato gran parte della popolazione femminile della metropoli, Paul, per quanto assai dubbioso, si fa irretire da Lily, una malavitosa che si spaccia per Mary, prima di venire a capo dell’equivoco.
Il primo ingaggio di Zandow è in una piccola cittadina di provincia, la cui popolazione è divisa fra l’aderire alle attività criminose del boss locale McDevitt, o resistere ad esse, e seguire la predicazione del pastore protestante “Holy Joe”, la cui figlia è proprio Mary, che Paul, ora, felicemente ritrova per davvero.
Al momento dello spettacolo, programmato nel locale malfamato di McDevitt, Zandow è indisposto, ed il mingherlino ed impacciato Paul lo sostituisce: quando l’indisciplinata platea ha male parole nei confronti di Mary, Paul si inalbera e, facendo uso del cannone previsto per il numero circense, finisce fortuitamente per distruggere il locale, mettendone in fuga i malvagi avventori, inseguiti dai salmodianti seguaci del reverendo.
L’ordine è ristabilito nella cittadina: Paul ne è ora lo sceriffo, assistito, nella sua goffaggine, da colei che è ora la sua compagna, la non vedente Mary.

## Distribuzione
Fu distribuito in Italia dalla First National con il visto di censura 23404 dell'aprile 1927.